# Вашингтонський трамвай
Вашингтонський трамвай (англ. DC Streetcar) — трамвайна лінія в місті Вашингтон, США.

## Історичний трамвай
Перші трамваї на кінні тязі з'явилися в місті у 1862 році, перший електричний трамвай почав курсувати містом 17 жовтня 1888 року. Майже 100 років численні трамвайні маршрути були основою громадського транспорту міста. Занепад трамвайної мережі почався після другої світової війни, через постійне збільшенням кількості автомобілів в місті та лобіюванням заміни трамваїв автобусами, з 1950-х років почалося постійне зменшення кількості трамваїв та закриття ліній. Остання трамвайна лінія в місті була закрита 28 січня 1962 року, незабаром всі лінії були демонтовані. Більшість вагонів було знищено, а придатні до використання були продані в інші міста, зокрема у Барселону де курсували до 1971 року.

## Повернення
Наприкінці 1990-х років почалися розмови про повернення трамвая, у 2002 році почалася розробка проекту. Реалізація проекту неодноразово затримувалась через фінансові та технологічні проблеми. Колії були прокладені ще у 2007 році, але були суперечки що до розміщення депо та зупинок. Потім виникли питання через спосіб живлення трамваїв. Консервативно налаштована частина громадськості виступала проти розміщення контактної мережі, нібито вона псує вигляд вулиць, вони посилались на закон 1889 року забороняючий розміщення повітряної контактної мережі в центрі міста. Ними була запропонована система живлення від акумуляторів великої ємності. Інженери довели ненадійність цієї технології у Вашингтонському кліматі, але щоб розмістить мережу потрібно було зробить виключення для цієї лінії, прийнявши поправку до закону, це все потребувало часу. Спочатку лінію планували відкрити наприкінці 2013 року, потім у 2014 році, але лінія відкрилась лише у 2016 році.

## Лінія
Єдина в місті лінія має 8 зупинок, подорож між кінцевими станціями займає 12 хвилин. Лінія працює з 6:00 до 0:00 по буднях, та до 2:00 в ніч з п'ятниці на суботу та з суботи на неділю, інтервал руху від 12 до 15 хвилин. Лінія починається біля Union Station та прямує на схід до зупинки Оклахома авеню.
- Union Station[en] — розташована біля вокзалу Юніон Стейшн.
- 3rd Street[en] — розташована біля перетину вулиць H Street NE та 3-ї.
- 5th Street[en] — розташована біля перетину вулиць H Street NE та 5-ї.
- 8th Street[en] — розташована біля перетину вулиць H Street NE та 8-ї.
- 13th Street[en] — розташована на схід від перетину вулиць H Street NE та 13-ї.
- 15th Street[en] — розташована на схід від перетину вулиць Беннінг та H Street NE.
- 19th Street[en] — розташована на схід від перетину вулиць Беннінг та 19-ї.
- Oklahoma Avenue[en] — розташована на схід від перетину вулиць Беннінг та 26-ї.

## Галерея

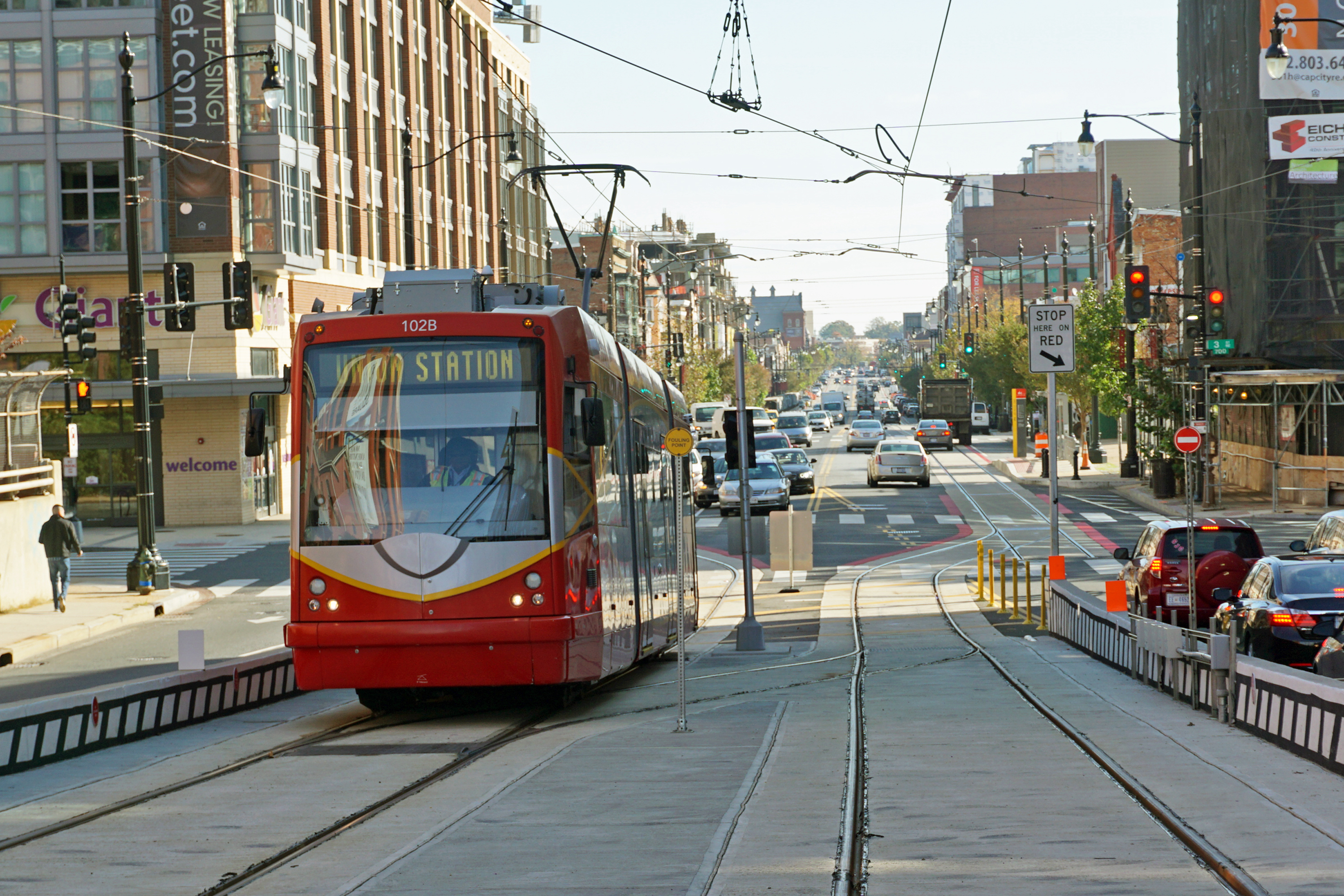
Трамвай на вулицях міста
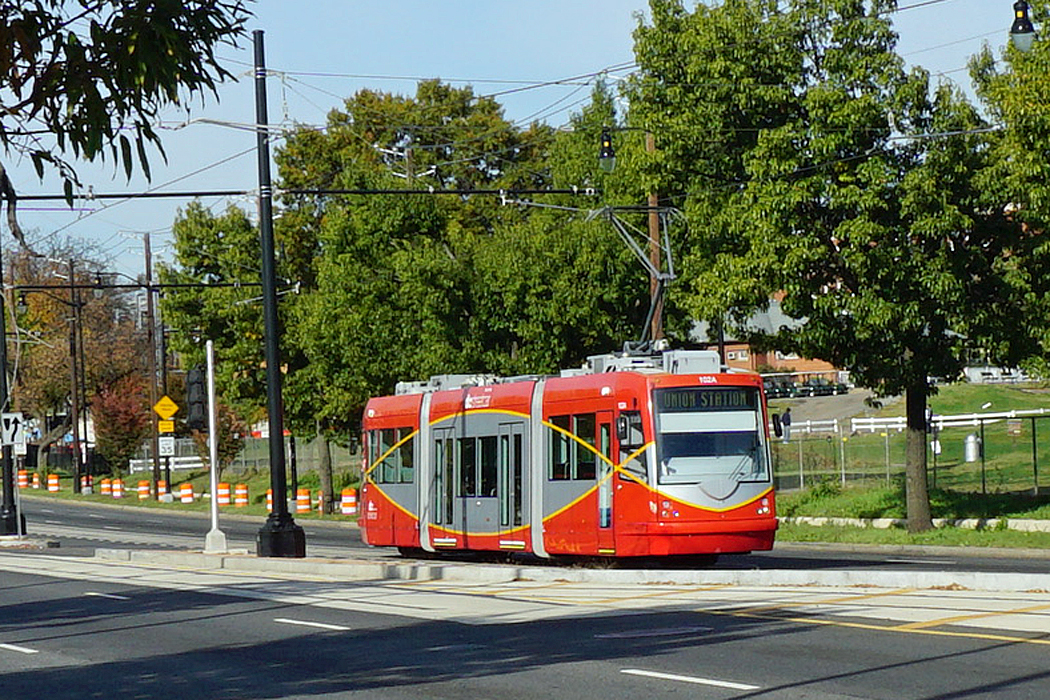
Трамвай на вулицях міста
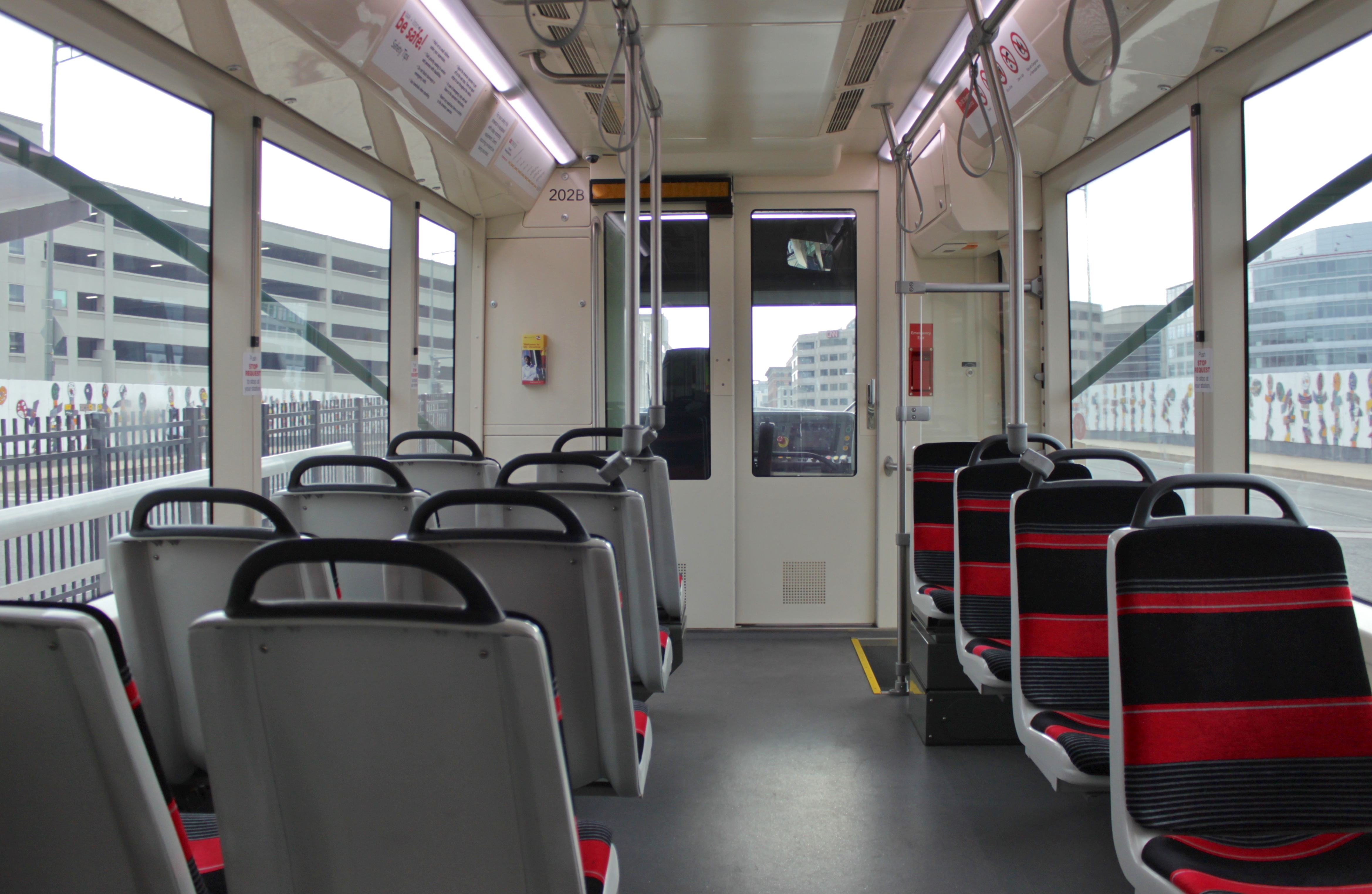
Всередині вагона